# 28739 Julisauer
28739 Julisauer este un asteroid din centura principală de asteroizi.

## Descriere
28739 Julisauer este un asteroid din centura principală de asteroizi. A fost descoperit pe 8 aprilie 2000 la Socorro, New Mexico, în cadrul proiectului LINEAR. Asteroidul prezintă o orbită caracterizată de o semiaxă mare de 2,81 ua, o excentricitate de 0,15 și o înclinație de 8,0° în raport cu ecliptica.